# نوخور
نوهور (به لاتین: Nokhur) یک منطقهٔ مسکونی در ترکمنستان است که در استان آخال واقع شده‌است.

## ریشه واژه
نام نوخور از دو واژه فارسی نه و حور به معنی نه حوری یا نه پری آمده است.
منطقهٔ نوخور، ولایت طائفه‌ای ترکمن به نام «نوخورلی» می‌باشد.